# Rhaphuma horsfieldii
Rhaphuma horsfieldii är en skalbaggsart som först beskrevs av White 1855. Rhaphuma horsfieldii ingår i släktet Rhaphuma och familjen långhorningar.
Artens utbredningsområde är:
- Laos.
- Myanmar.
- Nepal.

Inga underarter finns listade i Catalogue of Life.